# Championnats d'Europe de course d'orientation 2021
Navigation
Édition précédente Édition suivante
Les championnats d'Europe de course d'orientation 2021, treizième édition des championnats d'Europe de course d'orientation, ont lieu du 13 au 16 mai 2021 à Neuchâtel en Suisse.

## Faits marquants
À la suite de l'annulation des toutes les épreuves internationales de course d'orientation en 2020 en raison de la pandémie de Covid-19, les championnats d'Europe prévus en 2020 sont reportés en 2021 en Russie. Néanmoins, cette dernière se désiste et la Suisse reprend l'organisation des championnats qui ont lieu du 13 au 16 mai 2021 à Neuchâtel.
Cette édition ne comporte pas d'épreuves moyenne et longue distance mais uniquement des épreuves sprint dont une toute nouvelle épreuve Knock-Out Sprint (sprint à élimination directe) qui voit six coureurs s'affronter en même temps à chaque manche.

## Podiums
Femmes
| Épreuves         | Or                       | Argent                  | Bronze                      |
| ---------------- | ------------------------ | ----------------------- | --------------------------- |
| Femmes KO Sprint | Suède Tove Alexandersson | Suisse Simona Aebersold | Norvège Andrine Benjaminsen |
| Femmes Sprint    | Suède Tove Alexandersson | Suisse Elena Roos       | Suisse Simona Aebersold     |

Hommes
| Épreuves         | Or                     | Argent                    | Bronze                       |
| ---------------- | ---------------------- | ------------------------- | ---------------------------- |
| Hommes KO Sprint | Suisse Matthias Kyburz | Suisse Joey Hadorn        | Norvège Kasper Harlem Fosser |
| Hommes Sprint    | Suède Emil Svensk      | Belgique Yannick Michiels | Suède Gustav Bergman         |

Mixte
| Épreuves            | Or                                                             | Argent                                                     | Bronze                                                                                     |
| ------------------- | -------------------------------------------------------------- | ---------------------------------------------------------- | ------------------------------------------------------------------------------------------ |
| Sprint mixte Relais | Suisse Simona Aebersold Joey Hadorn Matthias Kyburz Elena Roos | Suède Lina Strand Gustav Bergman Emil Svensk Sara Hagström | Norvège Victoria Hæstad Bjørnstad Eskil Kinneberg Kasper Harlem Fosser Andrine Benjaminsen |

## Tableau des médailles
- Pays organisateur

| Rang  | Nation   | Or | Argent | Bronze | Total |
| ----- | -------- | -- | ------ | ------ | ----- |
| 1     | Suède    | 3  | 1      | 1      | 5     |
| 2     | Suisse   | 2  | 3      | 1      | 6     |
| 3     | Belgique | 0  | 1      | 0      | 1     |
| 4     | Norvège  | 0  | 0      | 3      | 1     |
| Total | Total    | 5  | 5      | 5      | 15    |